# Le Chaffal
Le Chaffal település Franciaországban, Drôme megyében. Lakosainak száma 37 fő (2022. január 1.). Le Chaffal Châteaudouble, Combovin, Gigors-et-Lozeron, Léoncel, Omblèze és Plan-de-Baix községekkel határos.

## Népesség
A település népességének változása:
| Lakosok száma | 52   | 42   | 43   | 49   | 48   | 44   | 39   | 41   | 41   | 37   |
|               | 1968 | 1982 | 1990 | 2006 | 2013 | 2015 | 2017 | 2019 | 2020 | 2022 |